# Hällebosjön
Hällebosjön är en sjö i Hallsbergs kommun i Närke och ingår i Nyköpingsåns huvudavrinningsområde. Sjön har en area på 0,559 kvadratkilometer och ligger 82 meter över havet.

## Delavrinningsområde
Hällebosjön ingår i det delavrinningsområde (654384-148334) som SMHI kallar för Utloppet av Sottern. Medelhöjden är 85 meter över havet och ytan är 140,88 kvadratkilometer. Räknas de 5 avrinningsområdena uppströms in blir den ackumulerade arean 325,75 kvadratkilometer. Avrinningsområdets utflöde Nyköpingsån (Skräddartorpsån) mynnar i havet. Avrinningsområdet består mestadels av skog (58 procent). Avrinningsområdet har 28,35 kvadratkilometer vattenytor vilket ger det en sjöprocent på 20,1 procent. Bebyggelsen i området täcker en yta av 1,25 kvadratkilometer eller 1 procent av avrinningsområdet.